# Palacio de la antigua Capitanía General de Aragón
El palacio de la antigua Capitanía General de Aragón es un edificio de la ciudad española de Zaragoza, construido entre 1879 y 1894.

## Descripción
Tiene una planta pentagonal irregular, condicionada por el trazado elíptico de la antigua glorieta de Pignatelli y por las posibilidades que ofrecía el solar adquirido en lo que había sido terreno de la Exposición Aragonesa de 1868. Las obras comenzaron en 1879 y concluyeron en 1894.
Los proyectistas solucionaron con habilidad la distribución interior de la planta, en torno a un patio y escalera monumental de acceso al piso principal, y disimularon eficazmente la asimetría del alzado principal con un diseño de fachada palaciega, a modo de pantalla, bien compuesta e integrada en su entorno urbano. 
Dicha fachada, una de las más logradas del neoclasicismo tardío de Zaragoza, se inspira en modelos de palacios italianos del siglo XVI. Fue construida en piedra, mientras que los restantes paramentos son de ladrillo rojizo, reservando la piedra para esquinales y recercado de ventanas. Se ordena en tres alas, divididas en dos pisos. La central está organizada en dos arcos de triunfo superpuestos, al modo clásico palladiano, con tres vanos de medio punto enmarcados por columnas, completada por un frontón con un relieve que representa a Minerva, rodeada de atributos militares. Se culmina el frontón con el escudo de España sostenido por dos leones. Los cuerpos laterales presentan una distribución simétrica de huecos en ambos pisos, consistente en ventanas rectangulares sobremontadas por otras cuadradas más pequeñas, que se unen al diseño de las inferiores con róleos o tornapuntas. En la planta principal se utilizan pilastras en las jambas de cada ventana y balaustres en los antepechos. 
Del interior destacan la escalera, presidida por la estatua de bronce del general Palafox —modelada por Dionisio Lasuén en 1891— y el Salón de Corte, o de recepciones, de armoniosas proporciones y decorado íntegramente desde el pavimento hasta el artesonado.